# 高瀬飛鳥
高瀬 飛鳥（たかせ あすか、3月16日 - ）は、日本の漫画家。福岡県出身。真颯館高等学校、専門学校九州デザイナー学院マンガ学科卒業。女性。2024年より『月刊ガンガンJOKER』（スクウェア・エニックス）にて、『オバイケ未来案内所』を連載している。

## 来歴
2014年6月、スクウェア・エニックスマンガ大賞で佳作を受賞。『偉大なる魔女プアン様の観察日記』でデビューを果たす。2015年9月、『月刊ガンガンJOKER』（スクウェア・エニックス）10月号より同作の連載を開始。同誌2019年3月号からは『クレーンゲームはやめられない！』の連載を開始した。2024年8月、同誌9月号より『オバイケ未来案内所』の連載を開始。

## 人物
影響を受けた作品として、『魔法陣グルグル』（衛藤ヒロユキ）と『スパーク!!ララナギはりけ〜ん』（もりちかこ）を挙げている。

## 作品リスト

### 漫画作品

#### 連載
- 偉大なる魔女プアン様の観察日記（『月刊ガンガンJOKER』2015年10月号[4] - 2017年4月号）
- クレーンゲームはやめられない！（取材協力：株式会社タイトー、『月刊ガンガンJOKER』2019年3月号[5] - 2020年7月号[7]）
- 転生したら宿屋の息子でした（原作：錬金王、キャラクター原案：阿倍野ちゃこ、『マンガUP!』[8]2020年10月10日[9] - 2022年10月14日（先読み公開）[要出典]）
- オバイケ未来案内所（『月刊ガンガンJOKER』2024年9月号[3] - ）

#### 読み切り
- 偉大なる魔女プアン様の観察日記（『月刊ガンガンJOKER』2014年9月号、2015年1月号、2015年5月号） - 『偉大なる魔女プアン様の観察日記』1巻に収録、デビュー作[2]。
- 十四松の伸びるソデ（『おそ松さん 公式コミックアンソロジー 〜スクエニセンバツ〜』2016年[10]） - 『おそ松さん』のアンソロジー寄稿作品[10]。
- 閻魔様は裁けない（『月刊ガンガンJOKER』2017年6月号）
- 十四松のスペシャルディナー（『おそ松さん 公式コミックアンソロジー 〜スクエニセンバツ〜 2』2017年[11]） - 『おそ松さん』のアンソロジー寄稿作品[11]。
- 君の瞳が好きだから（『月刊ガンガンJOKER』2018年4月号[12]）
- ドラ魔女とドラ息子（『魔女集会アンソロジーコミック』2019年[13]）

### 書籍
- 『偉大なる魔女プアン様の観察日記』、スクウェア・エニックス〈ガンガンコミックスJOKER〉2016年 - 2017年、全3巻
- 『クレーンゲームはやめられない！』、取材協力：株式会社タイトー、スクウェア・エニックス〈ガンガンコミックス JOKER〉2019年 - 2020年、全4巻
- 『転生したら宿屋の息子でした』、原作：錬金王、キャラクター原案：阿倍野ちゃこ、スクウェア・エニックス〈ガンガンコミックス UP!〉2021年 - 2023年、全3巻
- 『オバイケ未来案内所』、スクウェア・エニックス〈ガンガンコミックスJOKER〉2025年 - 、既刊1巻（2025年2月21日現在）
  1. 2025年2月21日発売[14][15]、ISBN 978-4-7575-9686-3

### その他
- R×L!（2013年） - 雑誌・単行本未掲載の4コマ作品。「ガンガンJOKER新人マンガ賞」奨励賞受賞作。[要出典]